# Slovenia ai XVI Giochi olimpici invernali
La Slovenia partecipò ai XVI Giochi olimpici invernali, svoltisi ad Albertville, Francia, dall'8 al 23 febbraio 1992, con una delegazione di 27 atleti impegnati in sei discipline.